# 切拉马雷
切拉马雷（義大利語：Cellamare），是意大利巴里省的一个市镇。总面积5平方公里，人口5703人，人口密度1140.6人/平方公里（2009年）。ISTAT代码为072018。